# Arthur Ehrens

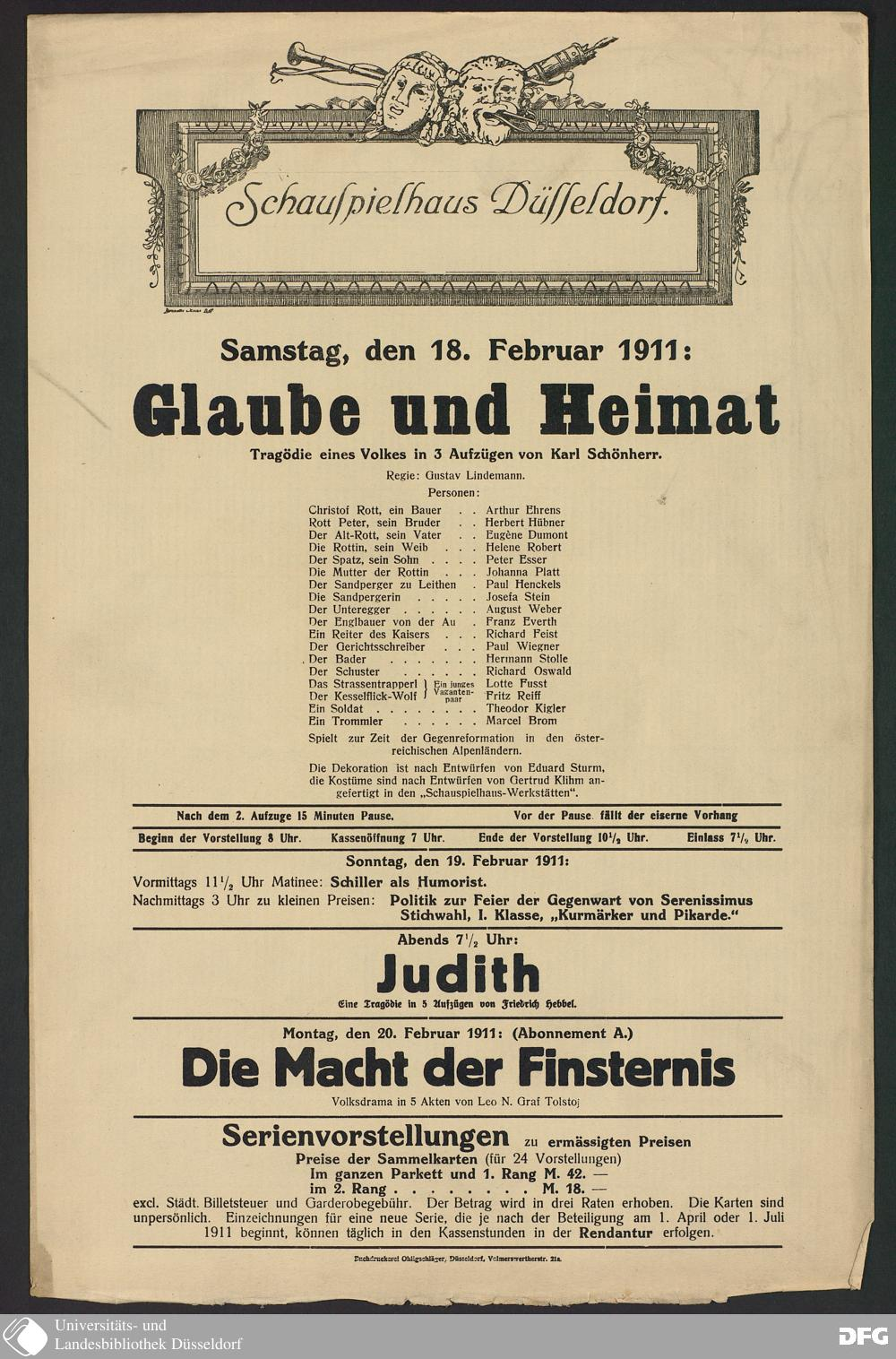
Glaube und Heimat. Theaterzettel des Schauspielhauses Düsseldorf, 1911

Arthur Ehrens, gebürtig Arthur Ehrenstein (15. März 1879 in Wien – 9. Juli 1919 in Wiesbaden) war ein Theater- und Stummfilmschauspieler.

## Leben und Wirken
Arthur Ehrenstein wurde im März 1879 in Wien geboren. In den 1910er Jahren trat im Schauspielhaus in Düsseldorf wie zum Beispiel Ein glückliches Paar oder Über die Kraft auf. 1916 war er im Filmen wie Rübezahls Hochzeit und 1918 Unter falscher Maske zu sehen. Im Juli 1919 verstarb er im Alter von 40 Jahren in Wiesbaden.

## Theaterauftritte
- 1910: Ein glückliches Paar, Schauspielhaus Düsseldorf
- 1911: Über die Kraft, Schauspielhaus Düsseldorf
- 1911: Antigone, Schauspielhaus Düsseldorf
- 1911: Glaube und Heimat, Schauspielhaus Düsseldorf
- 1912: Der Apostel, Schauspielhaus Düsseldorf

## Filmografie
- 1916: Rübezahls Hochzeit
- 1918: Unter falscher Maske